# Михайлова, Ирина Александровна
Ирина Александровна Михайлова (в девичестве — Иванова) (род. 19 апреля 1996 года) — российская легкоатлетка, специализирующаяся в прыжках с шестом. Мастер спорта России международного класса (2020).

## Биография
Родилась 19 апреля 1996 года.
Тренируется под руководством Сергея Васильевича Колмакова и Ольги Васильевны Несговоровой. На российских соревнованиях представляет Омскую область.
В 2016 году получила звание «Мастер спорта России».
Училась в СибГУФК.
В 2019 году стала бронзовым призёром чемпионатов России в помещении и на открытом воздухе. Участвовала в чемпионате мира в Дохе, заняла 29 место в квалификации.
В 2020 году стала серебряным призёром чемпионата России в Челябинске.
В 2020 году получила звание «Мастер спорта России международного класса».

## Основные результаты

### Международные
| Год  | Соревнования   | Место проведения | Место    | Результат |
| ---- | -------------- | ---------------- | -------- | --------- |
| 2019 | Чемпионат мира | Доха, Катар      | 29 (кв.) | 4,35 м    |

### Национальные
| Год  | Соревнования                 | Место проведения | Место | Результат |
| ---- | ---------------------------- | ---------------- | ----- | --------- |
| 2016 | Чемпионат России в помещении | Москва           | 15    | 3,80 м    |
| 2017 | Чемпионат России             | Жуковский        | 9     | 4,00 м    |
| 2018 | Чемпионат России в помещении | Москва           | 9     | 4,25 м    |
| 2018 | Чемпионат России             | Казань           | 4     | 4,45 м    |
| 2019 | Чемпионат России в помещении | Москва           | 3     | 4,50 м    |
| 2019 | Чемпионат России             | Чебоксары        | 3     | 4,56 м    |
| 2020 | Чемпионат России в помещении | Москва           | 5     | 4,45 м    |
| 2020 | Чемпионат России             | Челябинск        | 2     | 4,50 м    |
| 2021 | Чемпионат России в помещении | Москва           | 4     | 4,55 м    |
| 2021 | Чемпионат России             | Чебоксары        | 3     | 4,55 м    |
| 2023 | Чемпионат России в помещении | Москва           | 9     | 4,20 м    |
| 2023 | Чемпионат России             | Челябинск        | 6     | 4,35 м    |